# Kovačevac (Prijepolje)
Kovačevac (em cirílico: Ковачевац) é uma vila da Sérvia localizada no município de Prijepolje, pertencente ao distrito de Zlatibor. A sua população era de 1566 habitantes segundo o censo de 2011.

## Demografia
| 1948 | 1953 | 1961 | 1971 | 1981 | 1991 | 2002 | 2011 |
| ---- | ---- | ---- | ---- | ---- | ---- | ---- | ---- |
| 456  | 502  | 514  | 560  | 1053 | 1770 | 1613 | 1566 |